# Ernst Berent
Ernst Berent (ur. 1887 w Gdańsku, zm. 1961 w Londynie) – gdański prawnik po studiach uniwersyteckich w Berlinie, prezes Związku Kas Oszczędnościowych Wolnego Miasta Gdańsk, nadradca rządowy, radca senatu, dyrektor banku Weinkrantz, skarbnik i zarządca gminy. 

## Życiorys
Pochodzenia żydowskiego. Ukończył studia prawnicze. Prowadził praktykę adwokacką. W 1926 lub 1927 został radcą Senatu Wolnego Miasta Gdańska. Był kierownikiem Miejskiej Kasy Oszczędnościowej (Sparkasse der Stadt Danzig) i Działu Nieruchomości Zarządu Miejskiego w Gdańsku (-1933) oraz prezesem Żydowskiego Banku Publicznego (Jewish Public Bank) (1937-1938). Pełnił też funkcję przewodniczącego Gminy Żydowskiej w Gdańsku (Jüdischen Gemeinde Danzig) (1933-1938) oraz członkiem zarządu Centralnego Związku Obywateli Niemieckich Żydowskiego Pochodzenia (Centralverein deutscher Staatsbürger jüdischen Glaubens). W 1938 emigrował do Anglii. Od 1955 był honorowym sekretarzem Rady Żydów z Niemiec (Council of Jews from Germany) w Wielkiej Brytanii, w 1939 współorganizował emigrację w ramach akcji Kindertransportu około 200 młodych Żydów z Gdańska do Wielkiej Brytanii oraz przyczynił się do wyjazdu dzieci z biedniejszych rodzin, starając się o dofinansowanie od Anglo-Palestine Banku w Londynie. Ernst Berent zmarł w Londynie 6 października 1961 roku. 